# Dyscritomyia sternacantha
Dyscritomyia sternacantha är en tvåvingeart som beskrevs av James 1981. Dyscritomyia sternacantha ingår i släktet Dyscritomyia och familjen spyflugor. Inga underarter finns listade i Catalogue of Life.